# Xã Capioma, Quận Nemaha, Kansas
Xã Capioma (tiếng Anh: Capioma Township) là một xã thuộc quận Nemaha, tiểu bang Kansas, Hoa Kỳ. Năm 2010, dân số của xã này là 147 người.